# Migliarino
Migliarino en ort och frazione i kommunen Fiscaglia i provinsen Ferrara i regionen Emilia-Romagna i Italien cirka 50 km norr om Bologna.
Migliarino upphörde som kommun den 1 januari 2014 och bildade med de tidigare kommunerna Massa Fiscaglia och Migliaro den nya kommunen Fiscaglia. Den tidigare kommunen hade 3 670 invånare (2013).